# Seax

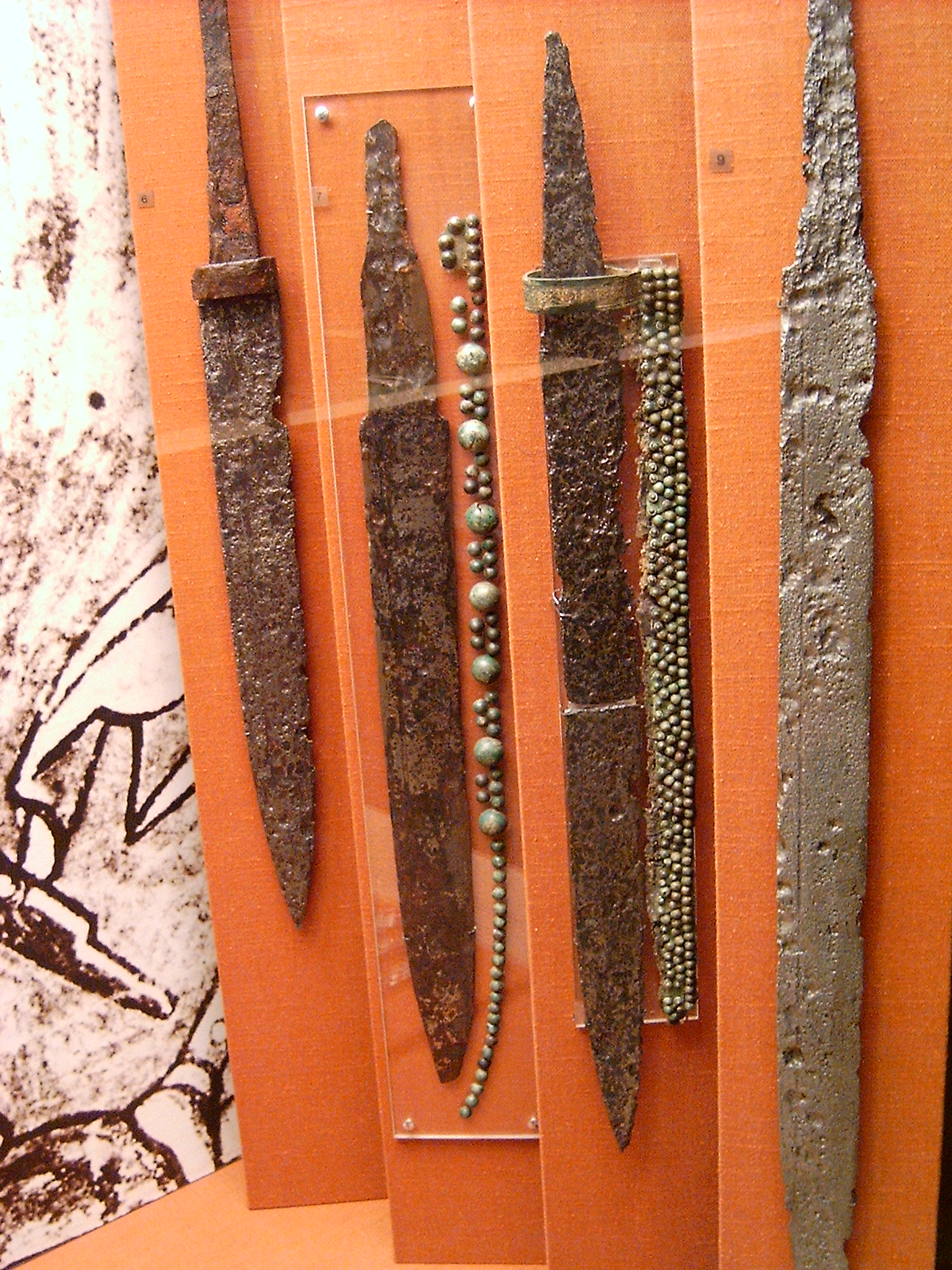
Seaxes pertenecientes al Württembergisches Landesmuseum, de Stuttgart, Alemania (llamados Sachs (o Sax), plural: Sachse, o Kurzschwert, plural: Kurzschwerter en alemán).

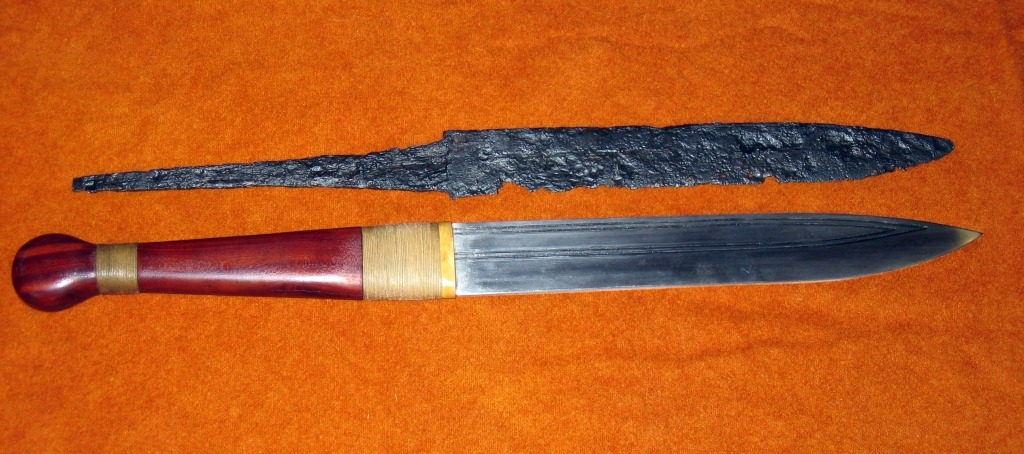
Seax con réplica.

Seax ([ˈsæɑks], conocido también como sax, sex o sachsum) es la palabra del inglés antiguo para cuchillo y para una arma blanca, de un solo filo (pero no únicamente para 'cuchillo', como se afirma erróneamente algunas veces). En la arqueología moderna, el término seax se utiliza específicamente para designar un tipo de espada o daga típica de los pueblos germánicos del período de las migraciones y de la Alta Edad Media, en especial los sajones, cuyo nombre probablemente deriva de esta arma (saxons en inglés).
En heráldica, el seax es un mueble consistente en una espada curva cuya hoja presenta una muesca. Este mueble aparece, por ejemplo, en el escudo de armas del condado de Essex (antiguamente llamado Middlesex).

## Descripción
Existe una extensa variedad de seaxes, dependiendo de sus formas y tipos de construcción. Sin embargo, las características más frecuentes son:
- Una espiga ubicada sobre la línea central de la hoja, que se encuentra inserta en una empuñadura fabricada en algún material orgánico (madera, cuerno, etc.).
- Una gran hoja de un único filo.
- El seax se porta horizontalmente en una vaina colgada al cinto, donde su hoja ingresa con el filo hacia arriba.

## Tipos y evolución
A continuación se listan, en orden cronológico, los subtipos de seaxes que aparecieron en la región nórdica continental entre los años 450 y 800 después de Cristo.
- Narrow long seax
- Short seax
- Narrow seax – A menudo poseía su hoja decorada con bandas trenzadas o serpientes grabadas, y comúnmente incluía refuerzos y pomos metálicos. Tanto el filo como el dorso de la hoja se curvan hacia la punta, que generalmente se encuentra sobre la línea central de la hoja.
- Light broad seax – Similar al tipo anterior, pero sin los refuerzos metálicos de la empuñadura, este tipo de seax poseía decoraciones más simples en su hoja, como líneas paralelas. Al igual que el anterior, el filo y el dorso de la hoja se curvan hacia la punta, que generalmente se encuentra sobre la línea central de la hoja.
- Heavy broad seax – También llamado “atypical broad seax”, sigue manteniendo la forma de la hoja de los anteriores (curvada hacia la punta), por lo que su diferencia radica en su decoración más austera y simple de la hoja, y en el tamaño de la larga  empuñadura de una única pieza (de tamaño mayor a 20 cm de longitud).
- Long seax – Poseía una hoja de 50 cm o más, a menudo adornada con varias ranuras y patrones soldados. Tenían empuñaduras largas similares a los broad seaxes. El filo es generalmente recto o curvado ligeramente hacia la punta. El dorso se curva a ambos lados sutilmente, o en un ángulo agresivo hacia la punta, localizada bajo la línea central de la hoja.

La tendencia general, desde los tipos shortseax al broadseax, es que la hoja se vuelve más pesada, larga, ancha y gruesa. El tipo longseax, que aparece a finales del siglo VII, es el más largo de los seaxes. Sin embargo, fueron más estrechos y livianos que sus predecesores. Inicialmente, estas armas se encontraron junto a espadas de doble filo donde, probablemente, eran usados como armas auxiliares.
Desde el siglo VII en adelante, los seaxes se convierten progresivamente en las armas principales, acompañadas, en algunas ocasiones, por pequeños cuchillos como arma de apoyo.
En el resto de Europa (a excepción de algunas zonas de Escandinavia), se encontró un desarrollo similar, aunque algunos tipos pueden no haber sido muy comunes dependiendo de la localización. En Inglaterra, los longseax aparecen luego que en el continente. Sin embargo, es muy raro hallarlos en los descubrimientos arqueológicos (al contrario que los tipos más pequeños) si se compara con los hallazgos de espadas de ese mismo período.

### Broken-back seax

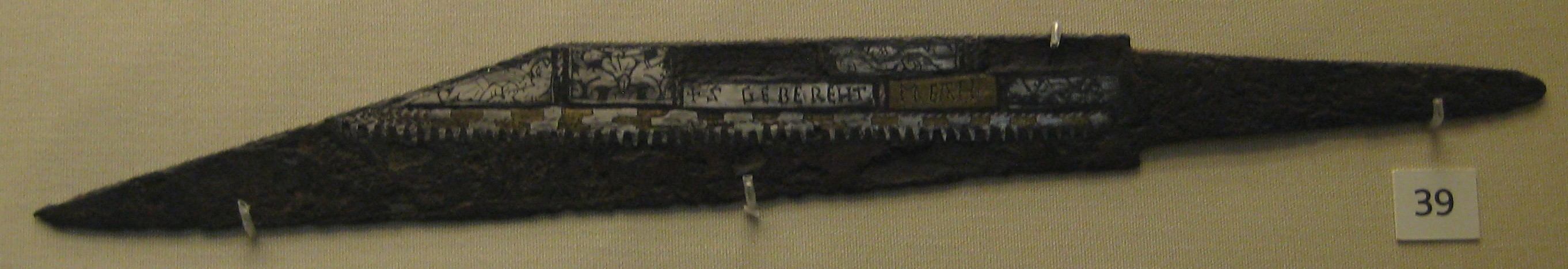
"Broken-back" seax de Sittingbourne, Kent.

Otra forma típica del seax es la comúnmente llamada “broken-back style seax”. Estos seaxes poseen un ángulo agresivo de transición entre la punta y una sección del dorso de la hoja (generalmente, ocupando un 1/3 o 3/5 de la longitud total de la hoja). Estos seaxes existen como subtipos del resto de los seaxes, tanto en longseax (donde el filo y el dorso son paralelos) como en los seax de hojas menores (en los cuales la hoja se expande y luego se estrecha hacia la punta). Estos subtipos son comunes en el Reino Unido e Irlanda, aunque existen algunos ejemplos en Alemania del siglo VIII al XI. Algunos modelos poseen hojas con patrones soldados, mientras que otros poseen trazos de plata, cobre, latón, etc.

### Scramasax
El sax o scramasax (del fráncico antiguo *skramasahs masc. y nt., atestado por primera vez hacia el año 591 en la Historia Francorum de Gregorio de Tours, latinizado como scramasaxus: “Tunc duo pueri cum cultris validis, quos vulgo scramasaxos vocant, infectis vinino, malificati a Fredegundae regina, cum aliam causam suggerire simularent, utraque ei latera feriunt” (Historia Francorum 4.51). Compuesto del fráncico antiguo *skramu 'corte, herida de arma blanca, y, de modo especial, herida de espada' y sahs '1. cuchillo; 2. arma blanca de un solo filo') era el arma blanca más pequeña de las que portaban las tribus de origen germánico (francos, sajones, godos, etc.) que dominaron Europa occidental tras la caída del Imperio romano. Fue un arma muy utilizada también, y sobre todo, por los vikingos entre los siglos VIII y XIII.
Se puede decir que su empleo como arma era solo una de sus funciones, pues podía servir indistintamente, dependiendo de sus dimensiones, para todo tipo de labores manuales, incluso como cubierto. Medía entre 10 y 50 centímetros, pero se fabricaba con un peso relativamente alto para su tamaño. Tenía una punta afilada y un solo filo. El scramasax estaba principalmente diseñado para ensartar o apuñalar gracias a su afilada punta, pero también se podía usar para dar tajos, ganando terreno sin arriesgar la posición al ser atacado por el adversario, lo que la convertía en una combinación muy efectiva de daga, cuchillo y espada corta.